# Recuo

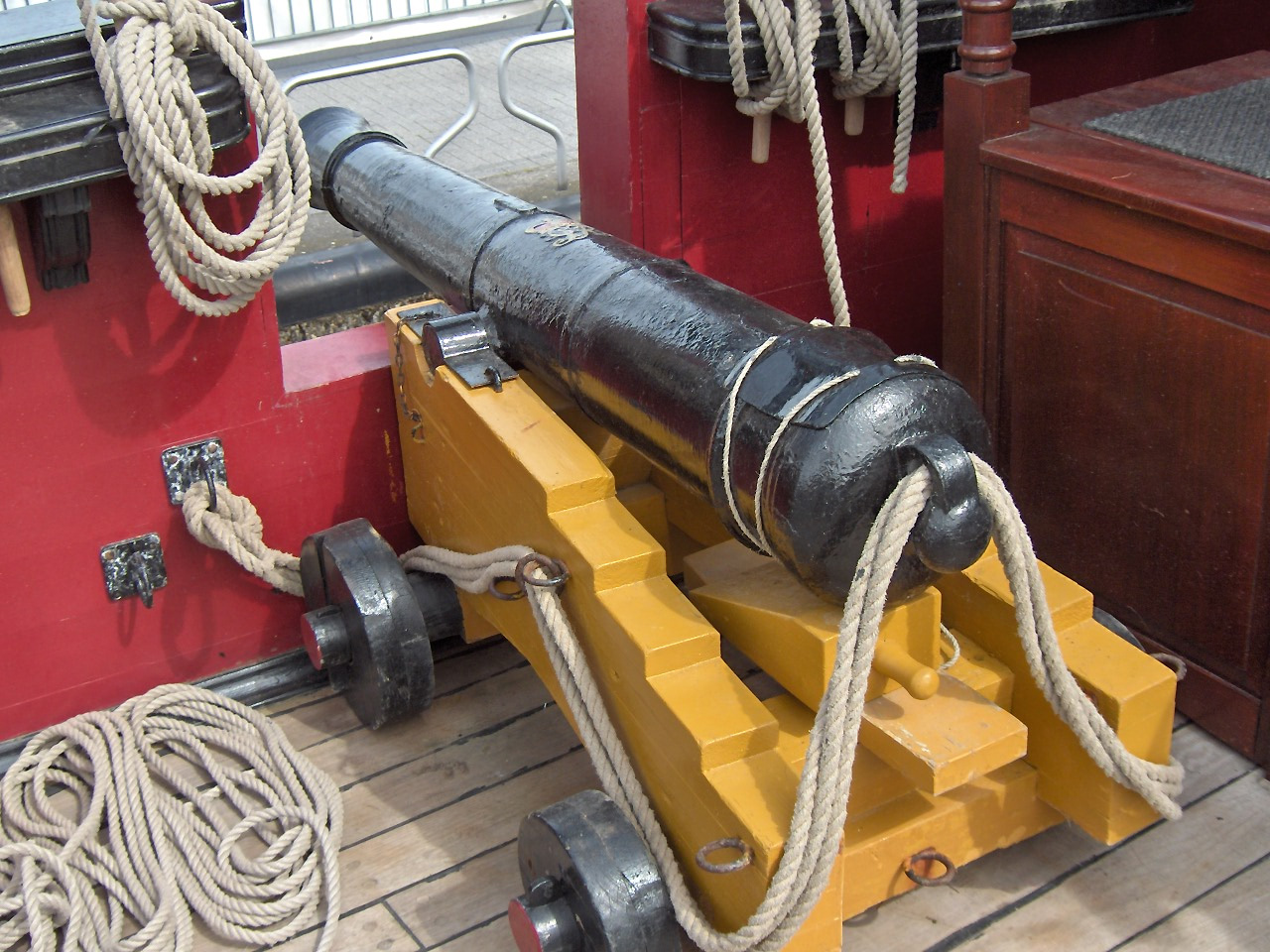
Um antigo canhão naval, que processa um forte recuo quando disparado.

Recuo (também denominado coloquialmente de coice no Brasil) é um momento de uma arma de fogo quando disparada. Em termos técnicos, é causada pela reação que o projétil faz na arma, segundo a terceira Lei de Newton.
Na área de armas de fogo, os esforços para a redução do recuo é enorme, sendo anunciadas várias alternativas para esse fim; "cargas de recuo gerenciadas" estão disponíveis em muitos dos principais fabricantes de projéteis; na verdade tudo se resume a relação do peso da arma com a carga em uso, o peso da arma afeta o recuo na proporção aproximada de "um para um". Se for adicionado 10% ao peso de uma arma específica, ela recua cerca de 10% menos. Se a arma ficar mais leve cerca de 10%; ela recua cerca de 10% a mais.